# إزميرالدا بيمنتل
إزميرالدا بيمنتل (بالإسبانية: Esmeralda Pimentel) هي ممثلة وعارضة أزياء مكسيكية ولدت في 8 سبتمبر من عام 1989 في ثيوداد جوثمان في المكسيك. تقيم في لوس أنجلوس في الولايات المتحدة الأمريكية.

## وصلات خارجية
- إزميرالدا بيمنتل على موقع IMDb (الإنجليزية)
- إزميرالدا بيمنتل على موقع قاعدة بيانات الفيلم (الإنجليزية)